# Sielnický borovicový háj
Sielnický borovicový háj je chráněný areál v katastrálním území obce Liptovská Sielnica v okrese Liptovský Mikuláš v Žilinském kraji na Slovensku. Území bylo vyhlášeno v roce 1978 a jeho rozloha je 5,58 hektaru.